# Iwami Ginzan
La miniera d'argento di Iwami (石見銀山?, Iwami ginzan) è un sito che si trova nella prefettura di Shimane, in Giappone. Insieme al suo paesaggio culturale è stata aggiunta nel 2007 all'elenco dei Patrimoni dell'umanità dell'UNESCO, benché l'ICOMOS abbia dato parere negativo in quanto non ritenuta di evidente valore universale. Il sito sottoposto a protezione si estende su di una superficie di 442 ettari, con una zona cuscinetto di 3.221 ettari.
Nei pressi della miniera si trova un villaggio ben conservato in cui abitavano i minatori, risalente al periodo di attività estrattiva (benché alcune costruzioni siano di epoca più recente, ricostruzioni di edifici andati distrutti in seguito ad incendi). Furono inoltre costruite strade di collegamento a tre città portuali da cui l'argento veniva commerciato con altre nazioni, soprattutto Cina e Corea.

## Storia

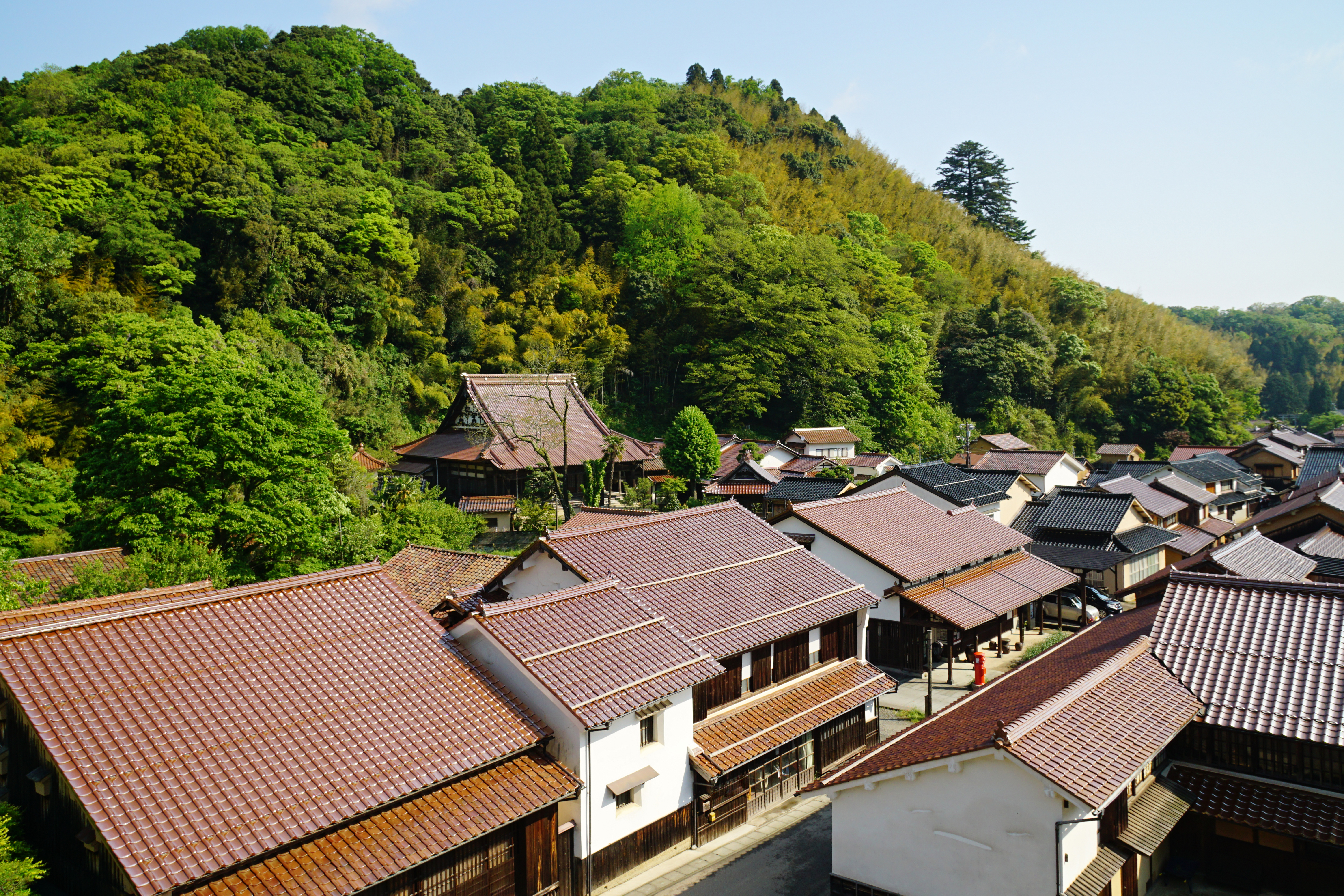
Omori-Ginzan

La miniera venne sviluppata nel 1526 da Kamiya Jutei, un mercante giapponese. Agli inizi del XVII secolo venne raggiunta la massima produzione d'argento, circa 38 tonnellate l'anno, che all'epoca erano un terzo dell'intera produzione mondiale.
L'argento estratto dalla miniera venne largamente usato per coniare monete. Questo sito fu al centro di aspre dispute da parte dei locali signori della guerra fino a che, come risultato della Battaglia di Sekigahara del 1600, lo Shogunato Tokugawa ne prese il controllo. Successivamente il sito venne recintato da una barricata costruita con tronchi di pino e al suo centro venne eretto il Castello Yamabuki.
Nel corso del XIX secolo la produzione della miniera decrebbe in seguito alle difficoltà nel contenere i costi di estrazione, sempre maggiori in quanto il minerale si trovava sempre più in profondità; si arrivò ad estrarre circa 100 chili d'argento l'anno, fino a giungere alla chiusura definitiva nel 1923.